# Bob Talamini
Robert Guy Talamini (Louisville, 8 gennaio 1939 – 30 maggio 2022) è stato un giocatore di football americano statunitense che ha militato nel ruolo di guard nella National Football League (NFL). Al college giocò a football all'Università del Kentucky.

## Carriera
Talamini fu scelto al secondo round  del Draft AFL 1960 dagli Houston Oilers. Vi giocò fino al 1968 dopo di che passò alla franchigia dei New York Jets, dove vinse il Super Bowl III. Si ritirò dopo la stagione 1968.

## Palmarès

### Franchigia
- Super Bowl : 1

New York Jets: III
- Campionati AFL : 1

New York Jets: 1960, 1961, 1968

### Individuale
- (6) AFL All-Star (1962, 1963, 1964, 1965, 1966, 1967)